# Stylocidaris tiara
Stylocidaris tiara is een zee-egel uit de familie Cidaridae.
De wetenschappelijke naam van de soort werd in 1894 gepubliceerd door Adam Rivers Steele Anderson.